# Geron nigralis
Geron nigralis är en tvåvingeart som beskrevs av Roberts 1929. Geron nigralis ingår i släktet Geron och familjen svävflugor. Inga underarter finns listade i Catalogue of Life.